# Michael Spyres

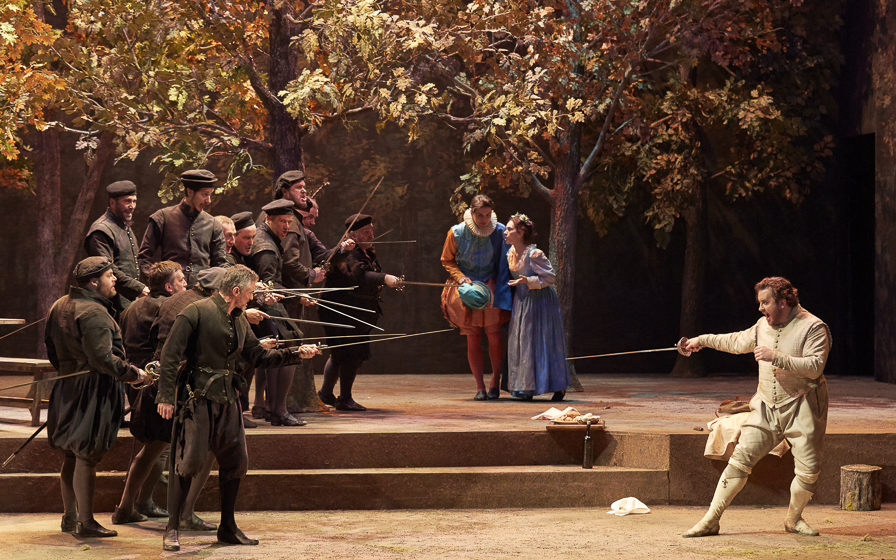
Michael Spyres (derecha) en Le pré aux clercs de Ferdinand Hérold

Michael Spyres (Misuri, 1979) es un baritenor estadounidense. Está particularmente asociado con el repertorio belcantista, sobre todo a las obras de Rossini.

## Biografía
Estudió canto en la Universidad de Música y Artes escénicas Viena, Austria. Ganó aclamación y reconocimiento internacional por su rendimiento en el papel principal de Otello de Rossini en el festival Rossini in Wildbad en Alemania en 2008. Hizo su debut en La Scala de Milán con El viaje a Reims de Rossini en 2009; ese mismo año cantó el papel de Raoul en Les Huguenots de Meyerbeer en el Bardo SummerScape (Nueva York). Desde entonces, su carrera le ha llevado a la Royal Opera House de Londres, en el papel principal de Mitridate, Re di Ponto de Mozart en el Teatro Comunale, Bolonia y La Monnaie, Bruselas como Arnold en Guillaume Tell de Rossini, a Opéra Nacional de Bordeaux para el papel principal en Le Damnation de Faust de Berlioz y al Liceu, Barcelona, en el papel principal de Los cuentos de Hoffmann de Jacques Offenbach entre muchos otros compromisos tanto en conciertos y óperas escenificadas. Spyres interpretó a Vasco da Gama en L'Africaine de Meyerbeer en la Ópera de Fráncfort en 2018. Cantó el papel principal en una producción nueva de Adolphe Adam Le postillon de Lonjumeau en el Teatro Nacional de la Opéra-Comique de París en 2019.
Ha grabado Otello, Guillaume Tell y Le siège de Corinthe de Rossini para Naxos Registros, Les Huguenots para Orquesta Sinfónica Americana y el álbum solista Espoir para Opera Rara.
Michael Spyres es el director artístico de Springfield Ópera Regional, EE. UU.